# Episodi di Mahō shōjo Lyrical Nanoha
Questa pagina contiene una lista degli episodi della serie di anime Mahō shōjo Lyrical Nanoha. Nella prima serie, tutti i nomi degli episodi, escluso il tredicesimo, finiscono in "nano" (なの?), una frase che significa "(esso) è". Questo appare essere un gioco di parole riferito al nome di Nanoha. Questa consuetudine continua anche per i primi otto episodi della seconda serie, ma dopo viene abbandonata. Nella terza serie non vi è più traccia di questa frase nei titoli degli episodi.

## Lista episodi

### Mahō shōjo Lyrical Nanoha(2004)
| Nº | Titolo italiano (traduzione letterale) Giapponese 「Kanji」 - Rōmaji                                               | In onda          | In onda |
| Nº | Titolo italiano (traduzione letterale) Giapponese 「Kanji」 - Rōmaji                                               | Giapponese       |         |
| 1  | Un misterioso incontro? 「それは不思議な出会いなの?」 - Sore wa fushigi na deai nano?                              | 1º ottobre 2004  |         |
| 1  | Nanoha salva Yūno e usa per la prima volta Rising Heart.                                                           |                  |         |
| 2  | "Lyrical" è la parola magica? 「魔法の呪文はリリカルなの?」 - Mahō no jumon wa ririkaru nano?                      | 8 ottobre 2004   |         |
| 2  | Nanoha sconfigge il primo Jewel Seed impazzito, mostrando un incredibile talento.                                  |                  |         |
| 3  | La città è in grave pericolo? 「街は危険がいっぱいなの?」 - Machi wa kiken ga ippai nano?                          | 15 ottobre 2004  |         |
| 3  | Il primo "fallimento" di Nanoha, che arriva troppo tardi per evitare il risveglio di un Jewel Seed.                |                  |         |
| 4  | Una rivale!? Un'altra maghetta! 「ライバル!?もうひとりの魔法少女なの！」 - Raibaru!? Mō hitori no mahō shōjo nano! | 22 ottobre 2004  |         |
| 4  | Nanoha incontra Fate, la rivale nella ricerca dei Jewel Seed.                                                      |                  |         |
| 5  | Alla Uminari Onsen, la città termale! 「ここは湯のまち、海鳴温泉なの」 - Koko wa yu no machi, Uminari onsen nano   | 29 ottobre 2004  |         |
| 5  | Fate e il suo famiglio Arf sfidano Nanoha alle terme.                                                              |                  |         |
| 6  | Strani sentimenti? 「わかりあえない気持ちなの？」 - Wakari aenai kimochi nano?                                     | 5 novembre 2004  |         |
| 6  | Alisa sospetta che Nanoha stia nascondendo qualcosa.                                                               |                  |         |
| 7  | Il terzo mago? 「三人目の魔法使いなの？」 - Sannin me no mahō tsukai nano?                                         | 12 novembre 2004 |         |
| 7  | La madre di Fate viene messa al corrente che la Time-Space Administration Bureau è sulle sue tracce.               |                  |         |
| 8  | Un'enorme crisi? 「それは大いなる危機なの？」 - Sore wa ōi naru kiki nano?                                         | 12 novembre 2004 |         |
| 8  | Nanoha accetta di aiutare la Time-Space Administration Bureau.                                                     |                  |         |
| 9  | Battaglia climatica sull'oceano! 「決戦は海の上でなの」 - Kessen wa umi no ue de nano                              | 26 novembre 2004 |         |
| 9  | Nanoha ignora gli ordini e aiuta Fate.                                                                             |                  |         |
| 10 | Le convinzioni interiori! 「それぞれの胸の誓いなの」 - Sorezore no mune no chikai nano                             | 3 dicembre 2004  |         |
| 10 | Arf viene cacciata da Precia e passa dalla parte di Nanoha.                                                        |                  |         |
| 11 | Le memorie che ingannano il tempo! 「思い出は時の彼方なの」 - Omoide wa toki no kanata nano                        | 10 dicembre 2004 |         |
| 11 | Nanoha e Fate si sfidano con in palio tutte le Jewel Seeds, successivamente l'origine di Fate viene rivelata.      |                  |         |
| 12 | Quando il fato è deciso! 「宿命が閉じるときなの」 - Shukumei ga tojiru toki nano                                   | 17 dicembre 2004 |         |
| 12 | Nella battaglia finale, la TSAB assalta il Garden of Time.                                                         |                  |         |
| 13 | Di il mio nome 「なまえをよんで」 - Namae o yonde                                                                  | 24 dicembre 2004 |         |
| 13 | Cosa accadrà a Fate?                                                                                               |                  |         |

### Mahō shōjo Lyrical Nanoha A's(2005)
| Nº | Titolo italiano (traduzione letterale) Giapponese 「Kanji」 - Rōmaji | In onda          | In onda |
| Nº | Titolo italiano (traduzione letterale) Giapponese 「Kanji」 - Rōmaji | Giapponese       |         |
| 1  | Inizio improvviso! 「はじまりは突然になの」 - Hajimari wa totsuzen ni nano | 1º ottobre 2005  |         |
| 1  | Nanoha subisce un'imboscata da Vita che cerca di assorbire il suo Linker Core. |                  |         |
| 2  | Ritornano i fulmini! 「戦いの嵐、ふたたびなの」 - Tatakai no arashi, futatabi nano | 8 ottobre 2005   |         |
| 2  | Nanoha e Fate combattono contro i potenti Wolkenritter. |                  |         |
| 3  | Incontro e partenza! 「再会､そしてお引っ越しなの!」 - Saikai, soshite ohikkoshi nano! | 15 ottobre 2005  |         |
| 3  | Raising Heart e Bardiche richiedono una modifica radicale ai propri sistemi. |                  |         |
| 4  | I nostri nuovi poteri! 「新たなる力、起動なの!」 - Arata naru chikara, kidō nano! | 22 ottobre 2005  |         |
| 4  | Le condizioni di Hayate peggiorano, e la TSAB cerca i Wolkenritter. |                  |         |
| 5  | Un piccolo desiderio! (prima parte) 「それは小さな願いなの (前編)」 - Sore wa chiisa na negai nano (Zenpen)                                                                                       | 29 ottobre 2005  |         |
| 6  | Un piccolo desiderio! (seconda parte) 「それは小さな願いなの (後編)」 - Sore wa chiisa na negai nano (Kōhen)                                                                                      | 11 novembre 2005 |         |
| 6  | L'amore di Hayate per i Wolkenritter li fornisce di sentimenti propri, ma anche se la ragazza gli ordina di non fare male a nessuno, i guardiani ignorano l'ordine per proteggerla.               |                  |         |
| 7  | La rottura fra passato e presente! 「壊れた過去と現在となの」 - Kowareta kako to genzai to nano                                                                                                   | 12 novembre 2005 |         |
| 7  | Fate e Nanoha hanno uno scontro con Signum e Vita. |                  |         |
| 8  | Una decisione drastica è la decisione giusta! 「悲しい決意、勇気の選択なの」 - Kanashī ketsui, yūki no sentaku nano                                                                               | 19 novembre 2005 |         |
| 8  | Nanoha e Fate incontrano Hayate, e la TSAB viene a conoscenza che il Book of Darkness la sta lentamente uccidendo.                                                                                |                  |         |
| 9  | Vigilia di Natale 「クリスマス・イブ」 - Kurisumasu ibu | 26 novembre 2005 |         |
| 9  | Mentre Chrono prosegue nelle ricerche su Graham, l'uomo mascherato, o meglio la coppia di uomini, completa il Book of Darkness assorbendo i Wolkenritter e addossando la colpa a Nanoha e a Fate. |                  |         |
| 10 | Destino 「運命」 - Unmei | 3 dicembre 2005  |         |
| 10 | Hayate sfrutta il potere del libro. Chrono discute con Graham sul passato, e riceve una nuova arma.                                                                                               |                  |         |
| 11 | Il regalo di Natale 「聖夜の贈り物」 - Seiya no okurimono | 10 dicembre 2005 |         |
| 11 | Fate combatte per uscire da un sogno e tornare alla realtà, mentre Nanoha combatte il Book of Darkness.                                                                                           |                  |         |
| 12 | La notte che conclude il viaggio 「夜の終わり、旅の終わり」 - Yoru no owari, tabi no owari | 17 dicembre 2005 |         |
| 12 | Wolkenritter, Nanoha, Fate, Hayate e il team della TSAB combattono il nemico finale. |                  |         |
| 13 | Stand By, Ready 「スタンバイ・レディ」 - Sutanbai redī | 24 dicembre 2005 |         |
| 13 | Anche se il pericolo è scampato, il rischio per la vita di Hayate rimane. Reinforce prende una drastica decisione.                                                                                |                  |         |

### Mahō shōjo Lyrical Nanoha StrikerS(2007)
| Nº | Titolo italiano (traduzione letterale) Giapponese 「Kanji」 - Rōmaji | In onda           | In onda |
| Nº | Titolo italiano (traduzione letterale) Giapponese 「Kanji」 - Rōmaji | Giapponese        |         |
| 01 | Ali in cielo 「空への翼」 - Sora e no Tsubasa | 1º aprile 2007    |         |
| 01 | Subaru Nakajima e Teana Lanster stanno provando l'esame per aumentare di grado, da C a B. Il test viene monitorato da Nanoha, Fate, Hayate e Rein. Quasi alla fine del test Teana si infortuna alla caviglia, ma Subaru è convinta di poter riuscire a far superare ad entrambe il test in tempo.                                                                                          |                   |         |
| 02 | Sesta Divisione Mobile 「機動六課」 - Kidō Rokka | 8 aprile 2007     |         |
| 02 | Subaru e Teana sono informate che non hanno superato l'esame, ma che gli sarà data un'altra possibilità dopo una settimana. Nel frattempo sono informate che la sesta divisione mobile è una divisione speciale creata appositamente da Nanoha, Fate e Hayate. Erio e Caro fanno la loro comparsa e si incontrano per la prima volta.                                                      |                   |         |
| 03 | Riunione 「集結」 - Shūketsu | 15 aprile 2007    |         |
| 03 | Il sogno di Hayate di creare una nuova divisione si è realizzato, e le nuove reclute iniziano l'addestramento. |                   |         |
| 04 | Prima missione 「ファースト・アラート」 - Fāsuto Arāto | 22 aprile 2007    |         |
| 04 | Subaru, Teana, Caro, e Erio continuano il loro duro allenamento con Nanoha, ma ben presto il loro addestramento sarà concluso. Gli vengono dati i loro nuovi device e gli viene spiegata la limitazione magica dei poteri, dopodiché la Sesta Divisione Mobile affronterà la sua prima missione.                                                                                           |                   |         |
| 05 | Stelle e Fulmini 「星と雷」 - Hoshi to Ikazuchi | 29 aprile 2007    |         |
| 05 | In questo episodio i nuovi team affrontano la loro prima missione, combattendo contro numerosi droidi per recuperare un Lost Logia, Subaru e gli altri sfruttano l'occasione per testare i loro nuovi device. Viene rivelata parte del passato di Caro e delle sue vere abilità. Qualcuno che è collegato al "Project F" li monitora da un laboratorio, raccogliendo dati da Fate ed Erio. |                   |         |
| 06 | Sviluppi 「進展」 - Shinten | 6 maggio 2007     |         |
| 07 | Hotel Augusta 「ホテル・アグスタ」 - Hoteru Agusuta | 13 maggio 2007    |         |
| 07 | La Sesta Divisione Mobile viene incaricata di proteggere lo svolgimento di un'importante conferenza sui Lost Logia che ha sede al prestigioso Hotel Augusta. Come previsto l'albergo viene attaccato dai drone di Scaglietti, ma a complicare le cose ci si mette anche un ignoto invocatore.                                                                                              |                   |         |
| 08 | Il desiderio condiviso 「願い、ふたりで」 - Negai, Futari de | 20 maggio 2007    |         |
| 08 | Avvilita dalla scarsa prestazione all'Hotel Augusta Teana inizia ad addestrarsi furiosamente al fine di accrescere le sue capacità, grazie anche all'aiuto di Subaru; durante una battaglia simulata con Nanoha, però, le due finiscono con l'esagerare, venendo punite. |                   |         |
| 09 | Un'esperienza importante 「たいせつなこと」 - Taisetsu na Koto | 27 maggio 2007    |         |
| 09 | Teana si arrabbia con Nanoha rimproverandola di frenare il suo desiderio di diventare più forte, poi però lei e gli altri vengono messi al corrente di come alcuni anni prima Nanoha, a causa di un incidente provocato dal suo allenamento forsennato, abbia rischiato di rimanere paralizzata, pagandone ancora il prezzo.                                                               |                   |         |
| 10 | Vacanze della Sesta Divisione Mobile (Prima parte) 「機動六課のある休日(前編)」 - Kidō Rokka no aru Kyūjitsu (Zenpen) | 3 giugno 2007     |         |
| 10 | Le reclute della sesta divisione mobile usufruiscpno di uno speciale giorno di riposo; quello stesso giorno, in città, si verifica un nuovo incidente concernente i Lost Logia, e dopo poco Erio e Caro vedono uscire dalle fogne una ragazzina che porta con sé una cassa contenente una Reliquia                                                                                         |                   |         |
| 11 | Vacanze della Sesta Divisione Mobile (Seconda parte) 「機動六課のある休日(後編)」 - Kidō Rokka no aru Kyūjitsu (Kōhen) | 10 giugno 2007    |         |
| 11 | Le reclute della sesta divisione, aiutate dal sergente Ginga Nakajima, sorella di Subaru, scendono nelle fogne per cercare la seconda Reliquia che la ragazzina potrebbe aver recuperato dal luogo dell'incidente, ma presto sia loro che gli altri membri della squadra vengono attaccati da nemici sconosciuti: i Numbers.                                                               |                   |         |
| 12 | Numeri 「ナンバーズ」 - Nanbāzu | 17 giugno 2007    |         |
| 12 | I Numbers, ragazze di grande forza che sfruttano uno stile magico di natura ignota, estendono presto il loro attacco a tutta la città, e a loro si uniscono il Device Unison Agito e la misteriosa invocatrice già apparsa all'hotel augusta, una ragazzina di nome Lutecia. |                   |         |
| 13 | Ragione di vivere 「命の理由」 - Inochi no Riyū | 24 giugno 2007    |         |
| 13 | Carim rivela a Fate e Nanoha di aver avuto una visione apocalittica riguardante un prossimo attacco terroristico a Mid-Childa; nel frattempo la bambina trovata nelle fogne, di nome Vivio, comincia ad affezionarsi a Nanoha. |                   |         |
| 14 | Madri e Bambini 「Ｍothers&Children」 - Ｍothers&Children | 24 giugno 2007    |         |
| 14 | Nanoha e Fate decidono di adottare Vivio; Chrono, sospettando la presenza di marcio nelle forze armate, comincia a indagare sul conto del generale Regius Geis, alto esponente dell'esercito noto per le sue posizioni estreme e la scarsa simpatia nei confronti tanto dell'aeronautica quanto della stessa Hayate.                                                                       |                   |         |
| 15 | Sorelle e Figlie 「Sisters&Daughters」 - Sisters&Daughters | 8 luglio 2007     |         |
| 15 | L'episodio analizza le vite dei personaggi durante una normale giornata. Inoltre l'episodio dà degli indizi riguardo ai Numbers. |                   |         |
| 16 | Un brutto giorno per la Sesta Divisione Mobile (1ª Parte) 「その日、機動六課 (前編)」 - Sono Hi, Kidō Rokka (Zenpen) | 15 luglio 2007    |         |
| 16 | La Sesta Divisione Mobile è in missione per proteggere la Conferenza Stampa Pubblica della TSAB. I comandanti, inclusi Nanoha, Fate, Hayate e Signum sono dentro senza le loro apparecchiature, che affidano ai subordinati. Nel frattempo, Jail Scaglietti e i suoi Numbers, assieme a Lutecia e Zest, stanno lavorando al loro piano.                                                    |                   |         |
| 17 | Un brutto giorno per la Sesta Divisione Mobile (2ª Parte) 「その日、機動六課 (後編)」 - Sono Hi, Kidō Rokka (Kōhen) | 22 luglio 2007    |         |
| 18 | Ancora ali 「翼、ふたたび」 - Tsubasa, Futatabi | 29 luglio 2007    |         |
| 19 | Culla 「ゆりかご」 - Yurikago | 5 agosto 2007     |         |
| 20 | Desideri infiniti 「無限の欲望」 - Mugen no Yokubō | 12 agosto 2007    |         |
| 21 | Battaglia decisiva 「決戦」 - Kessen | 19 agosto 2007    |         |
| 22 | Occhio per Occhio 「Pain to Pain」 - Pain to Pain | 26 agosto 2007    |         |
| 23 | Stars all'attacco 「攻撃のスター」 - Kōgeki no sutā | 2 settembre 2007  |         |
| 24 | Fulmine 「雷光」 - Raikō | 9 settembre 2007  |         |
| 25 | Final Limit 「ファイナル・リミット」 - Fainaru Rimitto | 16 settembre 2007 |         |
| 26 | Il cielo promesso 「約束の空へ」 - Yakusoku no Sora e | 23 settembre 2007 |         |